# Kaffe i Brasilien

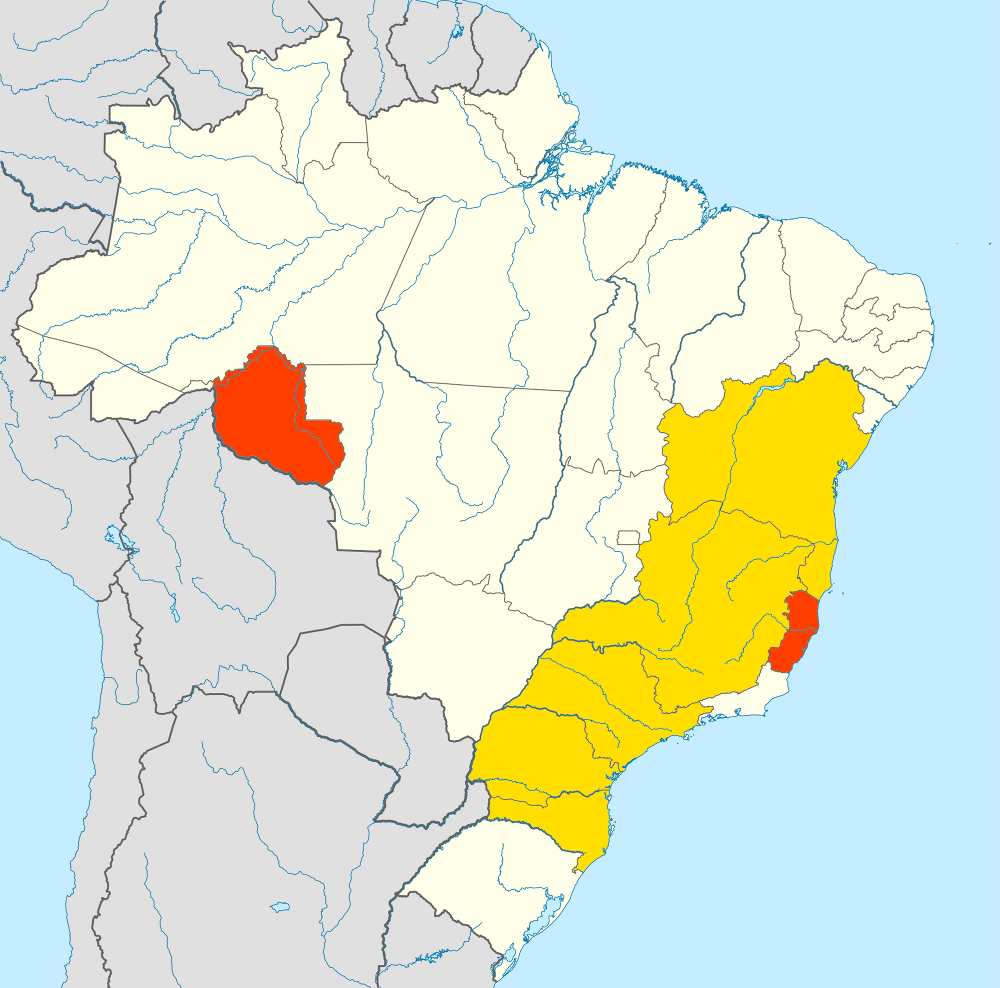
Kaffeodlande regioner i Brasilien (arabica och robusta).

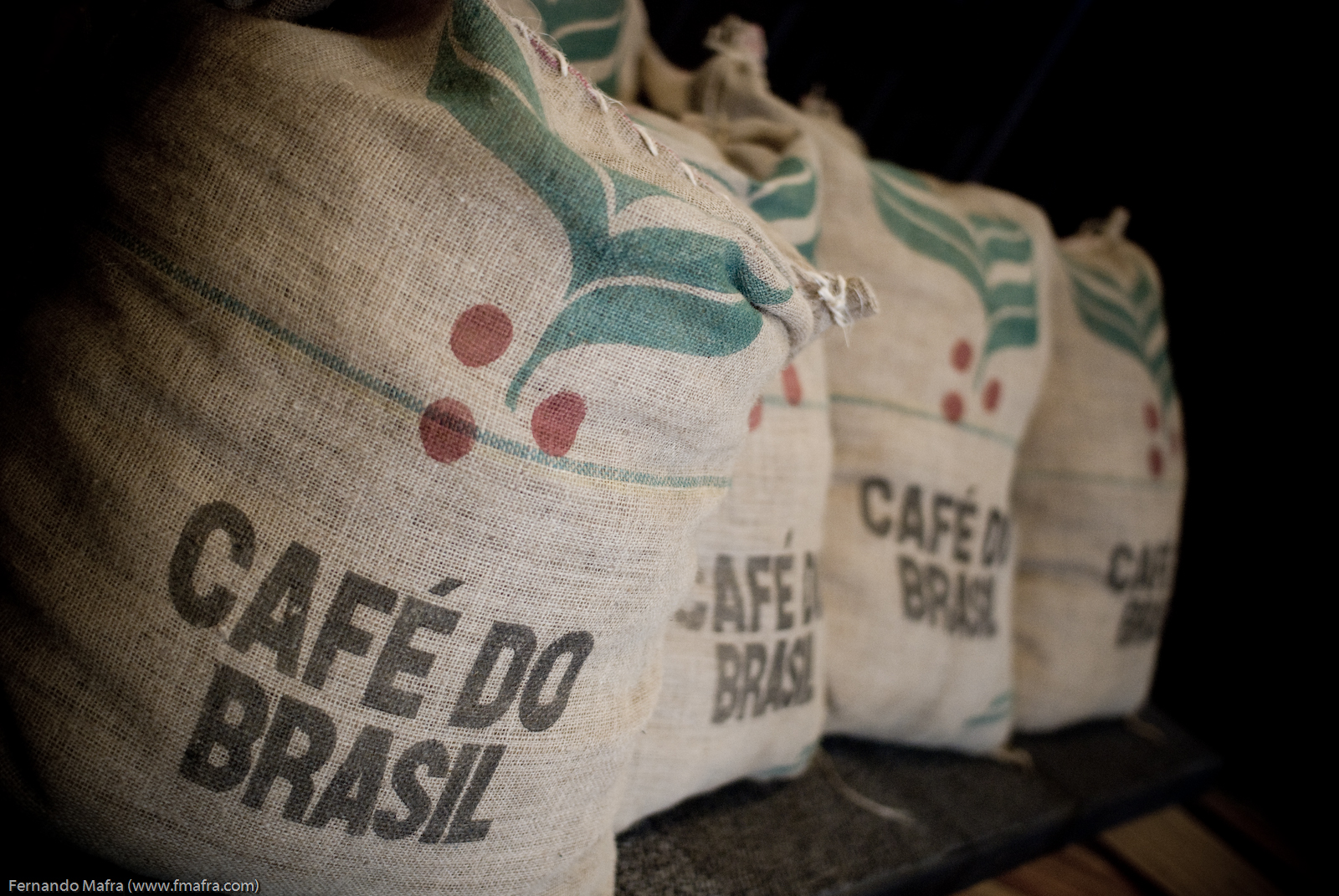
Kaffesäckar.

Kaffets historia i Brasilien började 1727 då den första kaffeplantan (eller de första kaffefröna) anses ha kommit till landet. Det var den brasilianske officeren Francisco de Melo Palhetas, tjänstgörande i den portugisiska kolonialarmén, som kom med dessa plantor eller frön som han fått i gåva, och som därefter blev Brasiliens förste kaffeodlare i närheten av Ubitubafloden i provinsen Pará, i norra delen av det vidsträckta landet.

## Historia
Kaffeplantagerna och kaffebruket spred sig långsamt i landet och först på 1770-talet nådde det Rio de Janeiro-området. Under 1800-talet ökade världskonsumtionen kraftigt och Brasilien blev den dominerande kaffeproducenten. Under 1880-talet producerades exempelvis 4,5 miljoner säckar kaffe i landet och 1889 kom 57 procent av världens kaffe från Brasilien. Vid sekelskiftet 1900 stod Brasilien för hela 80 procent av världsproduktionen av kaffe, men andelen har minskat på grund av ökad global produktion.

## Produktion
I början av 2000-talet täckte Brasiliens mer än 200 000 kaffeplantager cirka 27 000 km2 av landets yta, huvudsakligen i delstaterna Minas Gerais, São Paulo och Paraná, där klimatet och vädret på högplatåerna – kaffebönor bör odlas på minst tusen meters höjd – ger ideala odlingsförhållanden. Endast 0,25 procent av produktionen är ekologisk och användningen av kemiska bekämpningsmedel – även preparat som är förbjudna enligt Stockholmskonventionen, som Brasilien skrivit på – är stor.
Omkring 3,5 miljoner personer beräknas arbeta inom kaffeindustrin. Årsproduktionen på drygt 2,6 miljoner ton (2017) motsvarar ungefär en tredjedel av världens totala produktion.
Kaffe är fortfarande en viktigt exportvara för Brasilien, men dess andel av det totala exportvärdet har minskat från över 50 procent (1850–1960) till endast 20,5 procent (2006) . Av exporten utgörs 10–20 procent av snabbkaffe.